# ブレダ包囲戦 (1793年)
ブレダ包囲戦（ブレダほういせん、オランダ語: Beleg van Breda）はフランス革命戦争中の1793年2月21日から2月27日にかけて、フランドル戦役の一環として行われたブレダの包囲戦。

## 背景
シャルル・フランソワ・デュムーリエ率いるフランスの北方軍が1792年11月6日のジュマップの戦いでオーストリア軍に対し予想外の勝利を収めた結果、オーストリア領ネーデルラントおよび弱体化したネーデルラント連邦共和国への侵攻の障礙がなくなった。さらにパトリオッテンのヘルマン・ウィレム・デーンデルスとヤン・ウィレム・デ・ウィンター率いるバターフ軍団の支持も得た。ブレダ男爵領は数世紀にわたってオラニエ＝ナッサウ家領であり、ブレダはスターツ＝ブラバントにおける重要な要塞であった。1793年2月10日、フランス軍とバターフ軍団が接近してくる中、オランダ総督ウィレム5世はアレクサンダー・ファン・ベーラント（Alexander van Bylandt）に手紙を書き、何としてもブレダを守るよう命じた。

## 経過
北方軍は2月16日に国境を越え、2日後にはブレダ近くの村を解放した。2月21日に小競り合いが行われた後、フランソワ・ジョゼフ・ウェスターマン率いるフランス軍3,800はブレダに通じる全ての道を封鎖、包囲工事を開始した。23日には砲台が設置され、臼砲4門と榴弾砲4門による砲撃が始まった。ひとたび停戦していたとき、デヴー大佐（Devaux）が降伏を勧告して拒否されると、砲撃が再開された。翌朝の午前3時から6時の間、フランス軍最後の砲弾が撃たれ、そこで弾薬切れになった。発射された砲弾は合計で大砲90枚、グレネード100枚であり、ブレダの損害は家屋60軒全壊、180軒が炎上したがすぐに消火された。両軍とも死者は少なかった。2月24日にデヴー大佐が再び降伏勧告を出すと、ブレダは駐留軍が栄誉をもって退去することを保証した上での降伏に同意した。翌日、ボッシェ・ポート（Bossche Poort）がフランス軍に占領されると、ブレダは27日に降伏した。

## その後
翌日、デュムーリエがブレダに入城した。フリジア帽を被った「自由の木」が市役所の前に植えられ、デュムーリエは自由の木の前で士官たちとラ・マルセイエーズを歌って踊った。治安維持のために、自由の木の隣には絞首台が儲けられた。また、新政府を設立するためにバターフ委員会が成立した。3月18日にデュムーリエがネールウィンデンの戦いで敗北すると、指揮官のフレールス（Flers）が守備を準備した。3月29日にオランダ軍が降伏を要求、一方のデュムーリエはフレールスに撤退を命じた。数日間の交渉の後、フランス軍は戦闘を経たずにブレダを返還した。
1794年9月にフランス軍が舞い戻ると、ブレダ近くで小競り合いが起き、ブレダでは再度の包囲を恐れた。しかし、フランス軍は、スヘルトーヘンボス、フラーフェ、ナイメーヘンを包囲したのち、ボンメールヴァールトを経由して氷結した川を渡り、ユトレヒトやアムステルダムに向かった。ウィレム5世一家がイギリスに逃亡、バタヴィア共和国が成立した後、更なる抵抗が無駄になり、ブレダは1795年1月27日に降伏した。